# 薛守經
薛守經（1533年—1560年），字子權，號繡溪，廣東潮州府揭陽縣人，民籍，明朝政治人物。

## 生平
嘉靖三十一年（1552年）壬子科廣東鄉試第二十名舉人。嘉靖三十五年（1556年）中式丙辰科二甲第七十一名進士。兵部观政，授工部主事，三十九年卒。

## 家族
曾祖薛瑞；祖父薛綱；父薛能，母謝氏。兄薛守约。